# 丸丈斎国広
丸丈斎 国広（がんじょうさい くにひろ、生没年不詳）とは、江戸時代の大坂の浮世絵師。

## 来歴
大坂の人で戎橋一丁北に住む。滝川と歌川の画姓を称し丸丈斎、江南亭と号したが、作には「国広」とのみ落款したものが多数を占める。文化13年（1816年）の作に「丸丈改国広画」とあり、これ以前に丸丈と称したことが知られる。初代歌川豊国の門人とされているが、作に歌川派であることを示す歌川の画姓の使用例が少ないこと、画号が豊国の門人たちのものとは様式が異なることなどを以って、豊国の門人とする事を疑う向きもある。確認できる作画期は文化13年から天保12年（1841年）までの間にかけてで、役者絵を100点ほどと摺物を残す。なお天満屋国広とも呼ばれていたことから、当時の大坂の版元天満屋喜兵衛とは同一人物の可能性があるという。ただし国広には天満屋以外の版元から版行した絵もあり、もし同一人だとすれば、自身が経営する以外の版元から絵を出すことはあり得ないともいわれている。門人に国平がおり、他に国春、国晴も国広の門人とされる。

## 作品
- 「丹右衛門・三代目中村歌右衛門　城五郎・初代市川鰕十郎」　大判錦絵2枚続　早稲田大学演劇博物館所蔵　※文化13年正月、大坂角の芝居『伊賀越乗掛合羽』より。「丸丈改国広画」の落款あり
- 「秋月・二代目嵐吉三郎」　大判錦絵　ボストン美術館所蔵　※文化13年2月、大坂中の芝居『園雪恋組題』より
- 「十二月之内　しはす月」　同上　※文化14年3月、角の芝居『莫恠踊化姿』より
- 「三郎もり綱・嵐吉三郎」　大判錦絵　※文化14年7月、中の芝居『先陣藤戸誉』より
- 「斉藤内蔵之介・市川鰕十郎　けいせい花の戸・中村三光」　大判錦絵2枚続　ボストン美術館所蔵　※文政5年（1822年）正月、中の芝居『けいせい染分總』より
- 「八重・沢村国太郎」　大判錦絵　ボストン美術館所蔵　※文政6年3月、角の芝居『菅原伝授手習鑑』より
- 「七変化の内・坂東三津五郎」　同上　※文政10年（1827年）9月、京都因幡薬師芝居『月雪花吾妻錦絵』より
- 「おたみ・中村松江　横山大蔵・市川鰕十郎」　大判錦絵2枚続　池田文庫所蔵　※文政12年3月、角の芝居『浅草霊験記』より
- 「かみなり、うしろ面、江口、石きやう、文づかひ、酒屋でつち、老女、小町・三代目中村歌右衛門」　大判錦絵2枚　早稲田大学演劇博物館所蔵　※文政13年3月、角の芝居『其九絵彩四季桜』より
- 「和藤内・嵐璃寛」　大判錦絵　ボストン美術館所蔵　※天保4年（1833年）5月、角の芝居『国性爺合戦』より
- 「みのや三勝・初代岩井紫若　赤根や半七・嵐璃寛」　大判錦絵2枚続　※天保5年3月、中の芝居『台頭緑色幕』より
- 「梅ノ由兵へ・二代目嵐璃寛」　大判錦絵　早稲田大学演劇博物館所蔵　※天保5年8月、大坂大西芝居『隅田春妓女容性』より
- 「嵐橘三郎」　摺物　大英博物館所蔵　※初代嵐橘三郎を描く。